# Огіря Владислав Леонідович
Владисла́в Леоні́дович Огі́ря (нар. 3 квітня 1990, Гірське, Луганська область, Українська РСР, СРСР) — український футболіст, півзахисник «Діназу».

## Клубна кар'єра
Владислав народився 3 квітня 1990 року у місті Гірське Ворошиловградської області. Почав грати футбол у «Шахтарі» з рідного міста, перший тренер — Бабешко. Потім він продовжив займатися футболом у луганському спортінтернаті, де тренером був Юрій Єлісєєв. Разом із ним у спортінтернаті грав Денис Гармаш. У ДЮФЛ виступав за ЛВУФК (Луганськ) з 2003 по 2007 рік.
На початку сезону 2007/08 він потрапив у дубль луганської «Зорі», яка виступала у молодіжній першості України. Згодом Огіря став капітаном дубля «Зорі» та почав залучатися до тренувань за основний склад команди. Влітку 2009 року побував на перегляді в алчевській «Сталі», але отримав травму і повернувся до «Зорі».
У Прем'єр-лізі України дебютував 8 серпня 2009 року у виїзному матчі проти львівських «Карпат» (4:0), Огіря вийшов на 75 хвилині замість Вадима Мілька. Всього в сезоні 2009/10 Владислав Огіря зіграв 3 матчі в чемпіонаті та провів 1 матч у Кубку України.
Наприкінці травня 2010 року побував на перегляді в «Кримтеплиці», у складі команди зіграв лише 1 товариський матч. У результаті до табору клубу він не перейшов через те, що керівництво відмовилося брати Владислава в оренду, бажаючи підписати повноцінний контракт.
У серпні 2010 року перейшов до «Арсеналу» з Білої Церкви на правах оренди, разом з ним в «Арсеналі» на правах оренди виступав Сергій Малий із «Зорі». У команді Огіря став основним гравцем. У сезоні 2010/11 Огіря за «Арсенал» у Першій лізі України зіграв 28 матчів та забив 2 голи (у ворота «Геліоса» та «Чорноморця»).
Влітку 2011 року був орендований донецьким «Олімпіком», новачком Першої ліги. Разом з ним до «Олімпіка» перейшов Олександр Волков, також гравець «Зорі». У складі команди у Першій лізі дебютував 23 липня 2011 року у 2 турі турніру сезону 2011/12 у домашньому матчі проти «Львова» (4:0), Огіря вийшов на 82 хвилині замість Кирила Дорошенка. У сезоні 2013/14 разом із «Олімпіком» виграв золоті медалі Першої ліги та право на підвищення у класі. Наступні два сезони грав у складі «Олімпіка» у Прем'єр-лізі.
У липні 2016 року став гравцем клубу «Олександрія», за який виступав протягом сезону.
9 липня 2017 року приєднався до павлодарського «Іртиша», де грав до кінця року.
У січні 2018 року підписав контракт із «Десною» (Чернігів) терміном на 2 роки. У сезоні 2017/18 команда стала бронзовим призером Першої ліги та вийшла до Прем'єр-ліги. Через два сезони він допоміг клубу кваліфікуватися до третього кваліфікаційного раунду Ліги Європи сезону 2020/21. У 2020 році став капітаном клубу. Після сезону 2020/21 продовжив контракт із чернігівською «Десною» ще на два роки. 24 червня 2021 року він покинув клуб після чотирьох сезонів.
26 червня 2021 року підписав контракт з житомирським «Поліссям» у Першій лізі України.  Його призначили капітаном на сезон 2022/23 років. З командою у тому сезоні став переможцем Першої ліги, за що отримав звання «Майстер спорту України».
У березні 2024 року став гравцем одеського «Чорноморця».

## Виступи за збірну
На початку вересня 2008 року Огіря був викликаний Юрієм Морозом у розташування збірної України до 19 років на навчально-тренувальний збір. У складі команди дебютував 6 вересня 2008 року в матчі проти Бельгії (5:2), Огіря вийшов на 80 хвилині замість Костянтин Вознюка.
Владислав був одним з кандидатів на поїздку на юнацький чемпіонат Європи 2009 року, який проводив в Україні. Юрій Калитвинцев включив його до розширеного списку, проте до підсумкового списку футболістів він не потрапив.

## Статистика
| Сезон   | Клуб                  | Ліга         | Чемпіонат | Чемпіонат | Кубок | Кубок | Єврокубки | Єврокубки | Інше | Інше | Дубль | Дубль |
| Сезон   | Клуб                  | Ліга         | Ігри      | Голи      | Ігри  | Голи  | Ігри      | Голи      | Ігри | Голи | Ігри  | Голи  |
| ------- | --------------------- | ------------ | --------- | --------- | ----- | ----- | --------- | --------- | ---- | ---- | ----- | ----- |
| 2007/08 | Зоря (Луганськ)       | Вища ліга    | 0         | 0         | 0     | 0     | —         | —         | —    | —    | 22    | 2     |
| 2008/09 | Зоря (Луганськ)       | Прем'єр-ліга | 0         | 0         | 0     | 0     | —         | —         | —    | —    | 26    | 4     |
| 2009/10 | Зоря (Луганськ)       | Прем'єр-ліга | 3         | 0         | 1     | 0     | —         | —         | —    | —    | 27    | 1     |
| 2010/11 | Зоря (Луганськ)       | Прем'єр-ліга | 0         | 0         | 0     | 0     | —         | —         | —    | —    | 2     | 0     |
| 2010/11 | Арсенал (Біла Церква) | Перша ліга   | 28        | 2         | 1     | 0     | —         | —         | —    | —    | —     | —     |
| 2011/12 | Олімпік (Донецьк)     | Перша ліга   | 31        | 0         | 1     | 0     | —         | —         | —    | —    | —     | —     |
| 2012/13 | Олімпік (Донецьк)     | Перша ліга   | 32        | 0         | 1     | 0     | —         | —         | —    | —    | —     | —     |
| 2013/14 | Олімпік (Донецьк)     | Перша ліга   | 29        | 0         | 1     | 0     | —         | —         | —    | —    | —     | —     |
| 2014/15 | Олімпік (Донецьк)     | Прем'єр-ліга | 22        | 0         | 6     | 0     | —         | —         | —    | —    | 0     | 0     |
| 2015/16 | Олімпік (Донецьк)     | Прем'єр-ліга | 23        | 0         | 2     | 0     | —         | —         | —    | —    | 0     | 0     |
| 2016/17 | Олександрія           | Прем'єр-ліга | 21        | 1         | 1     | 0     | —         | —         | —    | —    | 4     | 0     |
| 2017    | Іртиш (Павлодар)      | Прем'єр-ліга | 10        | 0         | 0     | 0     | —         | —         | —    | —    | —     | —     |
| 2017/18 | Десна                 | Перша ліга   | 12        | 0         | 0     | 0     | —         | —         | 2    | 0    | —     | —     |
| 2018/19 | Десна                 | Прем'єр-ліга | 26        | 0         | 1     | 0     | —         | —         | —    | —    | 1     | 0     |
| 2019/20 | Десна                 | Прем'єр-ліга | 28        | 0         | 1     | 0     | —         | —         | —    | —    | 1     | 0     |
| 2020/21 | Десна                 | Прем'єр-ліга | 24        | 0         | 2     | 0     | 1         | 0         | —    | —    | 0     | 0     |

## Досягнення
«Олімпік» (Донецьк)
- Переможець Першої ліги України: 2013/14

«Десна»
- Бронзовий призер Першої ліги України: 2017/18

«Полісся» (Житомир)
- Переможець Першої ліги України: 2022/23

### Індивідуальні
- Майстер спорту України: 2024[22]